# Megaponera
Megaponera analis là loài duy nhất trong chi Megaponera. Đây là một loài kiến ăn mối thuộc phân họ Ponerinae sống ở châu Phi hạ Sahara và được biết đến nhờ cách dàn đội hình hàng dọc khi tấn công tổ mối. Với chiều dài 20 milimét (0,79 in), M. analis là một trong những loài kiến lớn nhất.
Loài kiến này chuyên tấn công tổ mối Macrotermes bellicosus để bắt ấu trùng và trứng mối về tổ làm thức ăn. Những con mối lính của loài mối này này có thân hình rắn chắc và vượt trội so với kiến Megaoonera. Hàm răng của chúng lớn và sắc bén có thể cắt đôi và nghiền nát cơ thể những con kiến tấn công. Tuy nhiên, kiến Megaponera cũng có những chiến thuật của riêng của chúng. Với số lượng áp đảo và tinh nhuệ, đàn kiến phối hợp tấn công những con mối lính. Một vài con kiến Megaponera ngoạm răng vào chân mối M. bellicosus trong khi những con khác tấn công con mối từ phía trên và phía sau.
Sau mỗi cuộc chiến với tổ mối, một số cá thể kiến Megaponera có thể bị mối cắn làm bị thương, nếu chỉ bị thương nhẹ, những con kiến này có thể mất từ 1 đến 2 chân và vẫn có thể đứng dậy, tiết ra hai hợp chất pheromone trong tuyến hàm của chúng bao gồm dimethyl disulfide và dimethyl trisulfide. Những con kiến đồng đội ngửi thấy pheromone sẽ khênh những con kiến này trở về tổ để chăm sóc và chữa lành vết thương. Những con kiến bị mối cắn xé đứt người, rách bụng hoặc cắn đứt từ 3 chân trở lên và không thể đứng dậy và đi lại được nữa sẽ không tiết pheromone để kêu gọi giúp đỡ.

## Phân loại
Megaponera là một chi kiến do Gustav Mayr mô tả năm 1862 để chuyển Formica analis (Latreille, 1802) sang và đây cũng là loài duy nhất trong chi. Năm 1994, William L. Brown, Jr. hợp nhất chi này vào Pachycondyla dù ông không có bằng chứng phát sinh loài, đổi tên từ Megaponera foetens thành Pachycondyla analis. Năm 2014, Schmidt và Shattuck phục hồi Megaponera trở về bậc chi nhờ bằng chứng di truyền và hình thái. Vì foetens là tên loài dùng thiếu chính xác trong giấy tờ nghiên cứu, tên loài đặt lại năm 2014 là Megaponera analis.

### Phân loàiMegaponera analis
Do có phạm vi phân bố rộng tại châu Phi, có lẽ có nhiều phân loài M. analis hơn số được công nhận hiện giờ.
Năm phân loài hiện được công nhận của M. analis là:
- M. analis subsp. amazon (Santschi, 1935): Ethiopia
- M. analis subsp. crassicornis (Gerstäcker, 1859): Mozambique
- M. analis subsp. rapax (Santschi, 1914b): Tanzania
- M. analis subsp. subpilosa (Santschi, 1937): Angola
- M. analis subsp. termitivora (Santschi, 1930): Cộng hòa Dân chủ Congo